# Хемеритрин
Хемеритрин је црвенкасто-љубичаст респираторни пигмент неколико група бескичмењака (Sipuncula, Priapulida, појединих Brachiopoda). По хемијској природи је металопротеин са гвожђем, али простетичка група није хем.